# Лопес Родригес, Николас де Хесус
Николас де Хесус Лопес Родригес (исп. Nicolás de Jesús López Rodríguez; род. 31 октября 1936, Барранка, Доминиканская Республика) — доминиканский кардинал. Епископ Сан-Франсиско-де-Макорис с 16 января 1978 по 15 ноября 1981 года. Архиепископ Санто-Доминго и примас Америки с 15 ноября 1981 по 4 июля 2016. Военный ординарий Доминиканской Республики с 4 апреля 1982 по 2 января 2017. Председатель епископской конференции Доминиканской Республики с июля 1984 по 2002, с 2009 по 2014. Кардинал-священник с титулом церкви Сан-Пио X-алла-Балдуина с 28 июня 1991 года. Член Доминиканской академии языка.

## Награды
- Кавалер Большого креста ордена «Солнце Перу» (2006)[1].